# إيرا (فرقة موسيقية)
إيرا (بالإنجليزية: Era)‏ هي فرقة موسيقية فرنسية بريطانية تشتهر بموسيقى العصر الجديد مكونة من الملحن الفرنسي إيريك ليفي ومن مؤلف الكلمات البريطاني غاي بروثيرو. أغلب أغاني الفرقة هي باللغة اللاتينية واللغة اليونانية. قامت هذه الفرقة بإنزال أول ألبوم لها في سنة 1997 حمل عنوان إيرا وألذي أشتهر بأغنية أمينو Ameno وبيعت أكثر من 6 ملايين نسخة منه، وفي سنة 2000 تم إنتاج ألبوم ثاني بعنوان إيرا 2 وفي سنة 2003 تم إنتاج ألبوم ثالث بعنوان القداس The Mass. وفي سنة 2008 أنتج رابع ألبوم بعنوان ريبورن Reborn. في سنة 2009 تم إنتاج ألبوم كلاسيكس وكلاسيكس 2 في سنة 2010 وألذي إحتوى على أعمال يوهان سباستيان باخ وجيوسيبي فيردي وأنطونيو فيفالدي وفولفغانغ أماديوس موزارت ولودفيغ فون بيتهوفن وبيوتر إليتش تشيكوفسكاي وغيرهم. في سنة 2013 أنتج ألبوم باشتراك مع المغنية والممثلة الفرنسية أرييل دومباسل حمل عنوان Arielle Dombasle by Era. وقد نجحت هذه الفرقة من بيع 12 مليون نسخة من ألبوماتها في العالم. وقد وضعت أعمالهم بعدة أعمال سينمائية ودرامية.

## روابط خارجية
- إيرا على موقع ميوزك برينز (الإنجليزية)
- إيرا على موقع أول ميوزيك (الإنجليزية)
- إيرا على موقع ديسكوغز (الإنجليزية)